# Badoo
Badoo – rosyjska aplikacja randkowa, która została uruchomiona w 2006 roku i w grudniu 2021 była  najpopularniejsza aplikacją randkową w Polsce oraz drugą najczęściej pobieraną aplikacją randkową na świecie (stan na maj 2021). Badoo jest serwisem freemium, który oferuje członkom dodatkowe subskrypcje premium. Aplikacja dostępna jest w Apple App Store, Google Play i Huawei AppGallery oraz w internecie.

## Historia
Badoo zostało założone przez przedsiębiorcę Andrieja Andriejewa i uruchomione w 2006 roku. W 2014 roku Andriej nawiązał współpracę z Whitney Wolfe Herd i zainwestował w jej ideę stworzenia aplikacji randkowej zbudowanej z myślą o kobietach. Doprowadziło to do stworzenia i uruchomienia Bumble w 2014 roku. W czerwcu 2019 roku Andriejew skonsolidował Badoo, Bumble i inne aplikacje randkowe pod nową firmą macierzystą o nazwie MagicLab. W listopadzie 2019 roku Andriej sprzedał wszystkie swoje udziały w MagicLab jednemu z wiodących funduszy private equity na świecie, amerykańskiemu funduszowi Blackstone, i od tego czasu nie jest związany z firmą. W lipcu 2020 roku MagicLab zmieniła nazwę na Bumble Inc. 
Obecnie Badoo jest własnością i jest zarządzane przez firmę Bumble Inc. Dyrektorem generalnym Bumble Inc. jest Whitney Wolfe Herd. W lutym 2021 roku Bumble weszło na giełdę NASDAQ w USA, a Whitney została najmłodszą w historii kobietą na stanowisku dyrektora generalnego, która wprowadziła firmę na giełdę w Stanach Zjednoczonych. W lutym 2022 roku Bumble Inc. nabyło Fruitz, jedną z najszybciej rozwijających się aplikacji randkowych w Europie i pierwszą akwizycję Bumble Inc.

## Główne funkcje
Badoo zawiera szereg funkcjonalności oraz rozwiązań dbających o bezpieczeństwo, takich jak:
- Chybił-Trafił – umożliwia przeglądanie profili i znajdowanie dopasowań na podstawie kryteriów wyszukiwania, takich jak odległość, wiek i zainteresowania.
- Intencje – na Badoo każdy użytkownik musi wybrać, czy używa aplikacji do umawiania się na randki, czatowania, czy szuka stałego związku.
- Wideo rozmowy – umożliwiają użytkownikom łączenie się w czasie rzeczywistym, po wcześniejszej wymianie wiadomości.
- Ludzie z okolicy – oddzielna zakładka pozwalająca na przeglądanie profili osób znajdujących się w pobliżu.
- Zainteresowania – możliwość pokazania pasji i hobby w opisie profilu randkowego, a także wykorzystania ich jako kryteriów w wyszukiwarce Badoo.
- Filtry – zaawansowane filtry, które pozwalają na wyszukiwanie użytkowników pod kątem intencji, znaków zodiaku, statusu weryfikacji i innych kryteriów.
- Nastroje – zestaw emotikonek widocznych na profilach, które sygnalizują aktualny nastrój randkowiczów.
- Body-shaming i mowa nienawiści – Badoo stosuje politykę przeciwko body-shaming, która wyraźnie zabrania obraźliwych komentarzy na temat czyjegoś wyglądu, kształtu ciała, rozmiaru lub zdrowia.
- Prośba o selfie – umożliwia zażądanie od rozmówcy natychmiastowego zrobienia zdjęcia podczas czatu. Ogranicza to prawdopodobieństwo bycia oszukanym lub wprowadzonym w błąd za pomocą zdjęć.
- Weryfikacja zdjęciem – użytkownik Badoo musi zrobić sobie selfie odzwierciedlające określony gest, zanim będzie mógł dołączyć do aplikacji – aby udowodnić, że profil jest autentyczny.
- Centrum wsparcia – miejsce w aplikacji i na stronie internetowej, z poradami i telefonami zaufania, które pomogą bezpiecznie umawiać się na randki.
- Personalizacja ustawień bezpieczeństwa – użytkownicy sami decydują, kto może wysyłać do nich wiadomości.

## The Truth – blog dla randkowiczów
W styczniu 2022 roku Badoo uruchomiło polską wersję swojego globalnego bloga, The Truth, który jest regularnie aktualizowany o nowe treści dotyczące randek i związków. 

## Krytyka
Według badania przeprowadzonego przez brytyjski Uniwersytet Cambridge w 2009 roku serwis otrzymał w nim najniższy wynik w kwestii prywatności użytkowników spośród 45 badanych wtedy serwisów społecznościowych.
W styczniu 2011 roku fińska gazeta Iltalehti poinformowała, że zarzuca się serwisowi tworzenie dużej liczby profili użytkowników bez zgody tych osób, a działania te były zgłaszane na policję.